# Engelsmanplaat
Engelsmanplaat (Fries: De Kalkman, [də’kɔlkmɔn]) is een zandplaat die ligt tussen Ameland en Schiermonnikoog op ongeveer vijf kilometer afstand van de Friese kust. Gezien de geringe omvang is Engelsmanplaat geen eiland te noemen.
De zandplaat heeft een oppervlak van minder dan één vierkante kilometer dat bij hoogwater vrijwel geheel onderloopt. Van de duintjes die er in de 20e eeuw nog waren is niets meer over. Er is nog een smalle richel van enkele meters breed en tientallen meters lang die bij gewoon hoogwater droog blijft. Dit deel wordt de Hiezel genoemd en lag in 2012 ongeveer 1,35 m boven NAP. De Engelsmanplaat valt sinds 1973 onder Staatsbosbeheer en is een rustplaats voor vogels. Met name trekvogels zoals de wulp, rosse grutto, bonte en drieteenstrandloper komen in grote aantallen voor. Broedvogels zoals visdief, noordse stern en dwergstern broeden op Het Rif ten noorden van de Engelsmanplaat. In 2017 werden daar 250 nesten van dwergsterns geteld, een record sinds 1968. Op de Engelsmanplaat staat sinds 2016 een nieuwe wadpost van Staatsbosbeheer, de "Kalkman". Engelsmanplaat is alleen toegankelijk gedurende de laagwaterperiode en dan zeer in trek bij wadlopers. Het is een populaire bestemming van zeiltochten en een trouwlocatie van de gemeente Noardeast-Fryslân.
In de loop der eeuwen heeft Engelsmanplaat voortdurend gewisseld van vorm en hoogte. Rond 1500 was Engelsmanplaat nog een vrij grote plaat, maar vanaf het begin van de negentiende eeuw ontwikkelde zich een sterke erosie aan de westkant. Die erosie hing samen met cyclische ontwikkelingen in het zeegat tussen Ameland en Engelsmanplaat. De afsluiting van de Lauwerszee in 1969 heeft een grote invloed gehad op alle banken, geulen en platen tussen Ameland en Schiermonnikoog.
De Engelsmanplaat is in het verleden ook met andere namen aangeduid geweest, zoals 'Ingelsche Plaet', 'Langhe Sandt', ''t Hooge Sandt', 'Hooghe Banc', 'Kalkman' en 'Jouerman'. De huidige benaming 'Engelsmanplaat' is waarschijnlijk ontstaan door de stranding van een schip van de Schiermonnikoogse schelpenvisser Feye Willems Engelsman in 1708. 

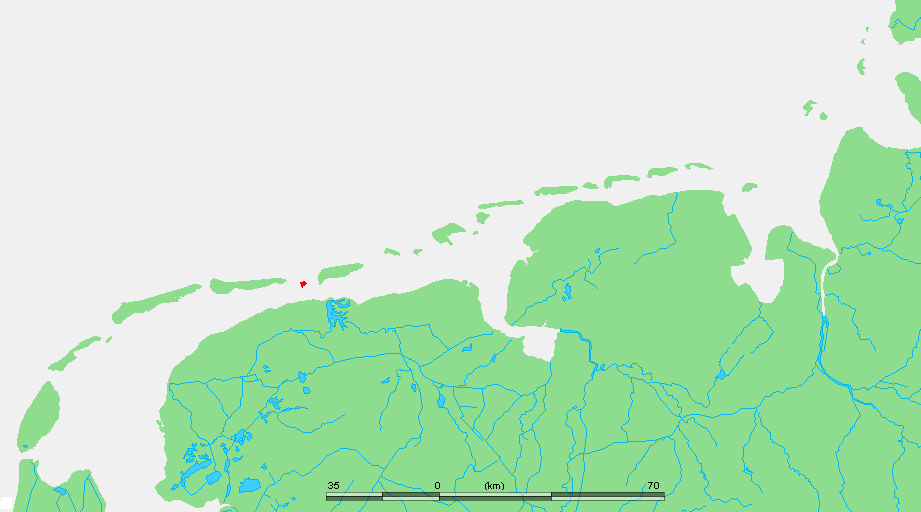
Engelsmanplaat

Op Engelsmanplaat staat de Kaap Engelsmanplaat. In juli 2007 heeft Rijkswaterstaat een nieuwe kaap op Engelsmanplaat laten plaatsen. In de zware storm die in november 2006 woedde werd namelijk de oude kaap uit 1968 vernield. Op de zandplaat zijn de resten van minimaal drie oude kapen terug te vinden. De opvallendste resten zijn van de "grote kaap", die in 1834 voor het eerst op zeekaarten werd vermeld. Sinds 2006 zitten er van half april tot en met half september vrijwillige wadwachten op de wadpost. Deze wadwachten zitten daar om de vogels bij hoogwater te tellen en bezoekers te informeren over het gebied. Daarnaast zorgen zij ervoor dat de Engelsmanplaat en Het Rif ten noorden ervan als broed- en rustgebied voor vogels kan worden gebruikt door menselijke verstoringen zo veel mogelijk te voorkomen. 